# Мельник, Станислав Анатольевич
Станислав Анатольевич Мельник (укр. Мельник Станіслав Анатолійович; 11 июля 1961, село Берёзовка — 9 марта 2015, Обуховский район, Киевская область) — украинский политик и бизнесмен, член Партии регионов; депутат Верховной Рады Украины V—VII созыва, член фракции Партии регионов (с ноября 2007), член Комитета по вопросам аграрной политики и земельных отношений (с декабря 2007).

## Биография
Родился 11 июля 1961 года в селе Березовка, Маньковский район, Черкасская область; жена Лариса Александровна (1966) — старший преподаватель Донецкого университета экономики и права; дочь Юлия (1988); сын Иван (1989).
Образование: Одесский технологический институт пищевой промышленности (1978—1983), «Машины и аппараты пищевых производств», инженер-механик.
Народный депутат Украины 7-го созыва с декабря 2012 года от Партии регионов, № 61 в списке. На время выборов: народный депутат Украины, член ПР.
Народный депутат Украины 6-го созыва с ноября 2007 от Партии регионов, № 80 в списке. На время выборов: народный депутат Украины, член ПР.
Народный депутат Украины 5-го созыва апрель 2006 — ноября 2007 от Партии регионов, № 84 в списке. На время выборов: генеральный директор ЗАО «Люкс» (г. Донецк), член ПР. член Комитета по вопросам аграрной политики и земельных отношений (с июля 2006), член фракции Партии регионов (с мая 2006).
Август — декабрь 1983 — слесарь-наладчик, Монастырищенский завод продтоваров. 1984—1992 — мастер ремонтно-механического цеха, старший мастер участка по изготовлению полиэтиленовых ящиков, главный механик, главный инженер Донецкого пивобъединения. 1992—1995 — директор ООО «Фирма РДК гелей». 1995—1999 — директор ООО «Ория». Январь — март 1999 — заместитель директора по производству, март 1999 — февраль 2005 — директор, украинско-американского СП «Донецкий пивоваренный завод» (с декабря 2001 — ЗАО «Сармат»). Февраль 2005 — май 2006 — генеральный директор ЗАО «Люкс».
Депутат Донецкого горсовета (2002—2006).
Покончил жизнь самоубийством 9 марта 2015 года.  Похоронен  11 марта в  Киеве.
В апреле 2015 года ответственность за убийство Мельника, а также Чечетова, Пеклушенко, Калашникова и Бузины взяла на себя организация «Украинская повстанческая армия».

## Награды
- Заслуженный работник промышленности Украины (11 июля 2011) — за весомый личный вклад в развитие отечественной промышленности, многолетний добросовестный труд и высокий профессионализм[3].